# NOIRLab
Le NOIRLab (National Optical-Infrared Astronomy Research Laboratory) de la NSF est un centre de recherche et développement fédéralement financé américain pour l'astronomie nocturne optique et infrarouge, basée au sol.

## Histoire
Avant la création de NOIRLab, les installations astronomiques optiques et infrarouges basées au sol dépendant de la NSF étaient gérées par l'Association of Universities for Research in Astronomy (AURA), mais étaient structurées comme des organisations séparées. Celles-ci comprenaient le National Optical Astronomy Observatory (NOAO), qui gérait Kitt Peak, le Cerro Tololo et le Community Science and Data Center. AURA gérait également l'observatoire Gemini et l'observatoire Vera-C.-Rubin, en cours de construction. Le 1er octobre 2019, ces trois observatoires ont fusionné pour former le NOIRLab.

## Organisation
L'Association of Universities for Research in Astronomy, Inc. (AURA) gère le NOIRLab et ses installations selon un accord d'agrément avec la National Science Foundation (NSF).

## Installations gérées
Le NOIRLab gère les installations suivantes :
- L'observatoire de Kitt Peak
- L'observatoire interaméricain du Cerro Tololo
- Le Community Science & Data Center
- L'observatoire Gemini
- L'observatoire Vera-C.-Rubin